# Destiny of an Emperor
Destiny of an Emperor (天地を喰らう ''Tenchi o Kurau''?) lit. "La devoradora de los Cielos y de la Tierra" es un videojuego de estrategia de rol por Capcom para Nintendo Entertainment System. Fue originalmente lanzado en Japón en mayo de 1989, y en septiembre de 1990 llega al mercado americano.

## Historia
Liu Bei, Zhang Fei y Guan Yu forman una pequeña milicia para defender su aldea de los rebeldes Yellow Turban, seguidores del hechicero Zhang Jiao. Liu Bei reúne a campesinos y granjeros de aldeas y campamentos cercanos, y finalmente derrota a Zhang Jiao y su gente. Tao Qian, el gobernador de la provincia de Xu, cae enfermo y solicita que Liu Bei asuma su cargo. Liu Bei acepta con vacilación, comenzando así los eventos descritos en la novela, aunque con alteraciones significativas. Al completar con éxito el juego, el jugador logra unir a China bajo el estandarte de Shu Han .
Aunque el juego sigue vagamente los eventos retratados en Romance of the Three Kingdoms, en muchos casos, el resultado se altera a favor de Liu Bei contra los otros señores de la guerra de la época. La mayoría de las desviaciones ocurren más adelante en el juego, en particular las invasiones de los otros poderes gobernantes, el Reino de Sun Wu y el Reino de Cao Wei.
La historia ramificada le permite al jugador la opción de elegir caminos alternativos, que generalmente no afectan la trama de manera significativa.

## Jugabilidad
A diferencia de prácticamente todos los demás juegos de rol lanzados en ese momento o desde entonces, las batallas sin jefes de Destiny of an Emperor no consisten únicamente en encuentros con unidades genéricas. Si bien las unidades enemigas genéricas aparecen en el juego, la mayoría de las batallas aleatorias se libran contra uno o más generales seleccionados al azar de los que deambulan por las tierras en las que viaja el grupo del jugador en ese momento. Además, la mayoría de estas unidades únicas se pueden reclutar. Después de ser derrotado en batalla, existe una posibilidad aleatoria de que el general vencido se ofrezca a unirse al grupo, generalmente con la condición de que el personaje del jugador le pague un soborno de dinero o caballos (que se pueden comprar en las tiendas de artículos). Una vez reclutado, el general ya no se encontrará en batallas aleatorias.
Debido a este sistema, el juego tiene una cantidad excepcionalmente grande de personajes jugables, 150 en total. Sin embargo, muchos de estos personajes no aumentan su poder incluso cuando acumulan puntos de experiencia, lo que los hace útiles solo por un tiempo limitado. Además, el jugador solo puede tener hasta 70 personajes en su grupo. Después de alcanzar este límite, el jugador solo puede reclutar nuevos personajes si expulsa personajes de su grupo para liberar espacios. Después de ser eliminados del grupo, los generales vuelven a ser los enemigos del jugador y se pueden encontrar una vez más en batallas aleatorias.
El grupo activo del jugador consta de hasta siete miembros, cinco de los cuales pueden participar activamente en el combate en cualquier momento, uno que sirve como reemplazo de los personajes muertos en combate y otro para servir como miembro de refuerzo y táctico del grupo. El táctico proporciona efectos similares a la magia, que todos los miembros involucrados en el combate pueden usar.
Además de las opciones estándar de ataque y tácticas disponibles en la mayoría de los juegos de este tipo, existe una opción llamada "All-Out". Cuando se elige, la IA de la computadora toma el control de la batalla, que se desarrolla a un ritmo extremadamente rápido. Esta es únicamente una forma de acelerar las batallas más fáciles y no tiene ninguna ventaja táctica, ya que el jugador no puede coordinar ataques o emplear tácticas, mientras que el enemigo controlado por IA sí puede.

## Recepción
Jeremy Parish lo elogió como "interesante" y "adorable", y sugirió que la gente lo viera y señaló que no es un "clásico mencionado con frecuencia".  9dragons de RPGamer habló sobre lo divertido que era el juego, pero la historia no les interesó cuando eran más jóvenes. Cuando probaron el juego a una edad más avanzada, se sintieron más involucrados en el juego, sabiendo ahora que se basa en eventos históricos, lo que les hizo sentir que estaban "viviendo la historia".  Ethan Gach de Kotaku expresó su esperanza de que Destiny of an Emperor se lanzara para la biblioteca NES de Nintendo Switch. Joshua Jankiewicz de Hardcore Gaming 101 sintió extraño que se lanzara en los Estados Unidos debido a la reticencia de los editores a lanzar juegos de rol, particularmente aquellos con temas "orientales" en los Estados Unidos. Lamentaron la falta de cobertura de prensa en ese momento para el juego, y lo elogiaron por ser un desafío sin ser injusto de una manera que otros juegos a menudo no logran. También elogiaron la función de batalla automática, sintiéndola como una buena manera de evitar que las batallas con enemigos más débiles se sientan tediosas. Sin embargo, encontraron la exploración limitada y monótona y sintieron que los problemas con el juego, como que el dinero y la comida son demasiado abundantes y la gran cantidad de personajes que son inútiles debido a la habilidad de los cinco personajes principales, aparecen en la última parte de eso. A pesar de esto, sintieron que estos defectos no eran significativos debido a que se trataba de Capcom. El autor Andy Slaven sintió que "con demasiada frecuencia se pasaba por alto", y calificó su modo de juego como único, desafiante y divertido. 
En 2007, se creó una herramienta de piratería llamada Destino de un editor . Esta herramienta originalmente estaba destinada a alterar las estadísticas, pero con el tiempo ganó funcionalidad adicional, incluida la capacidad de editar mapas, texto, encuentros con enemigos y gráficos. La comunidad de hackers pasó a crear los premios Huan Ho, celebrando los mejores hacks de Destiny of an Emperor .